# Chico da Silva
Francisco Ferreira da Silva, conocido como Chico da Silva, es un compositor y cantante de Brasil.
Nació en Parintins (cidade-ilha), en el Amazonas. A inicio de su carrera formó parte del grupo "Os Amigos do Som".  En 1977 Alcione grabó su tema "Pandeiro e meu nome" y llegó a vender 400 mil copias. También en ese año firmó con el sello Polydor.  A mediados de los años 80, desarrolló un estilo de interpretación  de samba particularmente melodioso.
Ha trabajado con  Martinho da Vila y también ha desarrollado una importante labor dentro del Festival Folclórico de Parintins, celebrado anualmente durante el mes de junio.
Aunque nunca ha parado de componer, a causa de una grave dolencia perdió durante un tiempo sus capacidades vocales.  Algunas de sus composiciones más conocidas son "Vermelho”, "Convite a Roberto Carlos" y “É presciso muito amor”

## Discografía
- (2008) Chico da Silva • Série A Popularidade • CD
- (1999) Chico da Silva • Série Minha História • CD
- (1988) Missão de cantar • Polydor/PolyGram • LP
- (1984) Samba na hora H • Polydor/PolyGram • LP
- (1983) Sambaterapia • Polydor/PolyGram • LP
- (1982) Samba na casa nossa • Polydor/PolyGram • LP